# Kamran Aliyev
 (octobre 2020).
Kamran Bayram oghlu Aliyev (Kamran Bayram oğlu Əliyev en azéri) est procureur général de la république d'Azerbaïdjan depuis 2020 et vice-président de l'Association internationale des procureurs. Il a obtenu un diplôme de conseiller d'État à la justice.

## Biographie
Kamran Bayram oghlu Aliyev est né le 18 novembre 1965 dans la ville de Balaken de l'Azerbaïdjan. Après avoir obtenu son diplôme avec distinction de la Faculté de droit de l'Université d'État à Irkoutsk de la fédération de Russie en 1987, il a été nommé au bureau du procureur en tant que stagiaire puis enquêteur au bureau du procureur des transports de Tchita à Zabaikalsky, en fédération de Russie. Il a ensuite travaillé comme enquêteur principal dans le même bureau du procureur  des transports de Zabaykalsky.
En 1990-1993, il a reçu une formation postuniversitaire à l'Institut de recherche scientifique du Bureau du procureur général de l'ex-URSS et a en même temps travaillé comme chercheur dans la même institution. En 1993, il a soutenu sa thèse au même institut et a obtenu le diplôme de candidat en droit.
Il a ensuite été transféré au bureau du procureur de la République d'Azerbaïdjan. 
Kamran Aliyev parle couramment l'anglais et le russe. Il est marié et a deux enfants.

## Parcours professionnel
Il est procureur du département du personnel, chef du centre des sciences et de la formation, enquêteur et enquêteur principal au département des enquêtes et des enquêtes sur les crimes graves du bureau du procureur général, assistant et sous-procureur général adjoint. Depuis 2007, il est à la tête du département de la lutte contre la corruption auprès du procureur général de la république d'Azerbaïdjan.
Par ordonnance du président de la république d'Azerbaïdjan en date du 5 août 2014, il a été nommé procureur général adjoint de la république d'Azerbaïdjan - chef de la direction générale de la lutte contre la corruption auprès du procureur général de la république d'Azerbaïdjan.
Le conseiller d'État à la justice du deuxième degré il a le rang spécial le plus élevé. Il est président du conseil du bureau du procureur général de la république d'Azerbaïdjan, docteur en philosophie en droit.
Il est vice-président de l'Association internationale des procureurs. Il est membre de la délégation azerbaïdjanaise auprès du Groupe d'États contre la corruption (GRECO) du Conseil de l'Europe, ainsi que coordinateur national du réseau anti-corruption pour l'Europe de l'Est et l'Asie centrale à l'Organisation de coopération et de développement économiques (OCDE).

## Décoration
Il a reçu l'ordre du drapeau azerbaïdjanais par ordonnance du président de la république d'Azerbaïdjan du 27 septembre 2008, et le 2e degré pour le « Service à la Patrie » par ordonnance du 28 septembre 2018.